# Бойд, Стивен
Стивен Бойд (англ. Stephen Boyd; 4 июля 1931 — 2 июня 1977) — ирландский актёр, наиболее известный по ролям Ливия в фильме «Падение Римской империи» (1964) и Мессалы в фильме «Бен-Гур» (1959).

## Молодость
Стивен Бойд родился в протестантской семье в Гленгормли, графство Антрим, Северная Ирландия и при рождении получил имя Уильям Миллар. Он был одним из девяти братьев и сестёр. Его родителями были Марта Бойд и Джеймс Александр Миллар, водитель грузовика канадского происхождения. Получал образование в Glengormley & Ballyrobert primary school и Ballyclare High School, после чего поступил на бухгалтерский учёт в Hughes Commercial Academy.

## Карьера
Бойд работал в страховой фирме, одновременно занимаясь в театральной труппе. Присоединился к Ulster Theatre, в котором в течение трёх лет сыграл несколько ролей. Отправился в Лондон в качестве дублёра в пьесе The Passing Day. В британской столице сильно заболел, в результате чего ему пришлось прекратить участие в спектаклях. Бойд работал уличным музыкантом и швейцаром в театре «Одеон». Там его и увидел актёр сэр Майкл Редгрейв, предложив ему работу. Он полтора года играл в телепостановках BBC. В 1956 году подписал семилетний контракт с киностудией 20th Century Fox. Вскоре продюсер Александры Корды дал ему первую крупную роль в кино — ирландского шпиона в ленте Рональда Нима «Человек, которого никогда не было» (1956, номинация на премию BAFTA). За ним последовал французский фильм «Ювелиры лунного света» (1958) с Брижит Бардо в главной роли.
Бойд отправляется в Голливуд, где его первыми кинокартинами стали вестерн «Бравадос» (1958) и комедия «Самое лучшее» (1959). Всемирную известность ему принесла роль Мессалы в фильме «Бен-Гур» (1959). За неё он получил премию «Золотой глобус» за лучшую мужскую роль второго плана — Кинофильм, но, к удивлению многих, не был выдвинут на «Оскар».
Позже снялся в мюзикле «Джамбо Билли Роуза» (номинация на премию «Золотой глобус» за лучшую мужскую роль — комедия или мюзикл) и «Инспектор» (оба — 1962). На съёмках последнего он познакомился с Долорес Харт, вскоре ушедшей из кинематографа в римско-католический монастырь в Коннектикуте, став позже там настоятельницей. Они стали хорошими друзьями и были ими вплоть до его смерти.
Бойд был первоначальным выбором на роль Марка Антония в «Клеопатре», но по причине болезни Элизабет Тейлор съёмки на несколько месяцев были отложены, из-за чего ему пришлось уйти из проекта, а его место занял Ричард Бёртон.
Вместо «Клеопатры» он снялся в другом историческом фильме — «Падении Римской империи» (1964) с Софи Лорен и Кристофером Пламмером. Лента провалилась в прокате (при бюджете в 19 миллионов долларов сборы составили лишь 4,75 миллиона). Позже Бойд винил именно эту ленту в разрушении его карьеры. Также принимал участие в исторических фильмах «Чингисхан» (1965) и «Библия» (1966).
Во второй половине 1960-х годов Бойд сыграл в драме «Оскар», научной фантастике «Фантастическое путешествие» (обе — 1966) и вестерне «Шалако» (1968). Последние годы снимался, в основном, в европейских фильмах.

## Личная жизнь и взгляды
Бойд был убежденным сторонником объединения Ирландии, хотя и был не католиком, а пресвитерианином.
Бойд был женат дважды: в течение трёх недель в 1958 году на сотруднице MCA Inc. Мариэлле ди Сарцана, а затем на Элизабет Миллс, секретаре Британского художественного совета, которую он знал с 1955 года. Миллс в конце 50-х перебралась вместе с ним в США и была его личным помощником и секретарём в течение многих лет, пока не вышла за него замуж примерно за 10 месяцев до его смерти.

## Смерть
Бойд умер от сердечного приступа в возрасте 45 лет во время игры в гольф в клубе Porter Valley Country Club в Нортбридже, Калифорния. Его тело было  кремировано и похоронено на кладбище Oakwood Memorial Park Cemetery в Лос-Анджелесе.

## Фильмография
| Фильмы | Фильмы                            | Фильмы                                    | Фильмы                                  | Фильмы |
| Год    | На русском языке                  | На языке оригинала                        | Роль                                    |        |
| ------ | --------------------------------- | ----------------------------------------- | --------------------------------------- | ------ |
| 1954   |                                   | A Nest of Singing Birds (ТВ)              | солдат Тим Шэннон                       |        |
| 1954   | Сирень весной                     | Lilacs in the Spring                      | человек у бассейна (в титрах не указан) |        |
| 1955   |                                   | Born for Trouble                          |                                         |        |
| 1955   | Аллигатор по имени Дэйзи          | An Alligator Named Daisy                  | Альберт О’Шэннон                        |        |
| 1956   | Человек, которого никогда не было | The Man Who Never Was                     | Патрик О’Рейли                          |        |
| 1956   | Гора в Корее                      | A Hill in Korea                           | рядовой Симс                            |        |
| 1957   |                                   | The Adventures of Aggie (сериал)          | Курт Талберг (один эпизод)              |        |
| 1957   | Остров Солнца                     | Island in the Sun                         | Юэн Темплтон                            |        |
| 1957   |                                   | Seven Waves Away                          | Уилл Маккинли                           |        |
| 1957   |                                   | Seven Thunders                            | Дэйв                                    |        |
| 1958   | Ювелиры лунного света             | Les bijoutiers du clair de lune           | Ламберт                                 |        |
| 1958   | Бравадос                          | The Bravados                              | Билл Зачери                             |        |
| 1959   |                                   | Woman Obsessed                            | Фред Картер                             |        |
| 1959   | Всё самое лучшее                  | The Best of Everything                    | Майк Райс                               |        |
| 1959   | Бен-Гур                           | Ben-Hur                                   | Мессала                                 |        |
| 1961   | Большая игра                      | The Big Gamble                            | Вик Бреннан                             |        |
| 1962   | Инспектор                         | The Inspector                             | Питер Джонгмен                          |        |
| 1962   | Имперская Венера                  | Venere Imperiale                          | Жюль де Канувилль                       |        |
| 1962   | Джамбо Билли Роуза                | Billy Rose’s Jumbo                        | Сэм Роулинс                             |        |
| 1964   | Третий секрет                     | The Third Secret                          | Алекс Стедман                           |        |
| 1964   | Падение Римской империи           | The Fall Of The Roman Empire              | Ливий                                   |        |
| 1965   | Чингисхан                         | Genghis Khan                              | Джамуха                                 |        |
| 1966   | Оскар                             | The Oscar (film)                          | Фрэнк Фэйн                              |        |
| 1966   | Маки — это тоже цветы             | The Poppy Is Also a Flower                | Бенсон                                  |        |
| 1966   | Библия                            | The Bible: In the Beginning…              | Нимрод                                  |        |
| 1966   | Фантастическое путешествие        | Fantastic Voyage                          | Грант                                   |        |
| 1967   |                                   | The Caper of the Golden Bulls             | Питер Чёрчмен                           |        |
| 1968   | Задание К                         | Assignment K                              | Филип Скотт                             |        |
| 1968   | Шалако                            | Shalako                                   | Фултон                                  |        |
| 1969   | Рабы                              | Slaves                                    | Маккэй                                  |        |
| 1970   | Армия Картера (ТВ)                | Black Brigade                             | капитан Бо Картер                       |        |
| 1971   |                                   | Hannie Caulder                            | проповедник (в титрах не указан)        |        |
| 1971   | История предательства             |                                           | Артуро                                  |        |
| 1971   | Марта                             | Marta                                     | Дон Мигель                              |        |
| 1971   | Африканская история               | African Story                             | Арнольд Тиллер                          |        |
| 1971   |                                   | Il diavolo a sette facce                  | Дэйв Бэртон                             |        |
| 1971   | Убей!                             | Kill!                                     | Брэд Киллиан                            |        |
| 1972   |                                   | Mil millones para una rubia               | Леон Уррутия                            |        |
| 1973   |                                   | Key West (ТВ)                             | Стив Катлер                             |        |
| 1973   |                                   | Of Men and Women (ТВ)                     | гость / актёр                           |        |
| 1973   |                                   | Campa carogna… la taglia cresce           | капитан Чадвуд Уиллер                   |        |
| 1973   |                                   | Un hombre llamado Noon                    | Римс                                    |        |
| 1974   | Большая игра                      | The Big Game                              | Лейтон ван Дик                          |        |
| 1975   |                                   | The Lives of Jenny Dolan (ТВ)             | Джо Росситер                            |        |
| 1975   |                                   | L’uomo che sfidò l’organizzazione         | инспектор Стивен Маккормик              |        |
| 1975   | Сокровища Ямайского рифа          | The Treasure of Jamaica Reef              | Хьюго Грэм                              |        |
| 1976   |                                   | La polizia interviene: ordine di uccidere | Ланца                                   |        |
| 1976   | Просчёт лейтенанта Слейда         | Potato Fritz                              | Билл Ардиссон                           |        |
| 1977   | Хантер (сериал)                   | Hunter                                    | Гарт Робертс (один эпизод)              |        |
| 1977   | Гавайи 5-O (сериал)               | Hawaii Five-O                             | отец Дэниел Костиган (один эпизод)      |        |
| 1977   |                                   | Casa Manchada                             | Альваро                                 |        |
| 1977   | Вымогательство                    | The Squeeze                               | Вик                                     |        |
| 1977   |                                   | Frauenstation                             | доктор Оберхофф                         |        |
| 1978   | Леди Дракула                      | Lady Dracula                              | граф Дракула                            |        |